# Wolkenkratzer (Zeitschrift)
Wolkenkratzer (auch: Wolkenkratzer Art Journal) war eine Kunstzeitschrift, die von 1983 bis 1989 in Frankfurt am Main herausgegeben wurde.

## Inhalt und Geschichte
Die Zeitschrift Wolkenkratzer ging 1983 aus der Publikation Wolkenkratzer – Frankfurter Kulturelle Anzeigen hervor, die von 1982 bis 1983 im DIN A3 Format erschien und kostenlos über Frankfurter Galerien und Museen vertrieben wurde. Ab 1983 bis 1989 erschien die Zeitschrift als Wolkenkratzer Art Journal im Abonnement und klassischem Zeitschriftenvertrieb im gesamten deutschsprachigen Raum alle zwei bis drei Monate im Soukup, Krauss Verlag, mit einer zuletzt verkauften Auflage von zehn bis zwölf Tausend Exemplaren. Die Zeitschrift gewann zunehmend Leser im europäischen Ausland und auch in der amerikanischen Kunstszene, weshalb ab 1986 teilweise eine Zusammenfassung in englischer Sprache hinzugefügt wurde.
Das Wolkenkratzer Art Journal befasste sich als eine der führenden deutschsprachigen Kunstfachzeitschriften auf unakademische Art und Weise mit Avantgarde- und zeitgenössischer Kunst. Neben Artikeln und Berichten zu aktuellen Kunstthemen aus den Bereichen Malerei, Fotografie, Skulptur, Video und Performance wurden in Teilen auch Werke und Arbeiten aus den Bereichen Film, Musik, Theater, Mode oder Design besprochen.
Das „Magazin zeitgenössischer Kunst und Kultur“ beleuchtete die aktuellen Trends der Kunstszene auch mit Berichten von Ausstellungseröffnungen und Messeveranstaltungen. Die Aktivitäten der Szene wurden mit Event-Fotos bebildert. Prägnant waren die in mehreren Ausgaben publizierten Porträt- und Personen-Fotos von Künstlern und Fotografen wie Benjamin Katz, Wilhelm Schürmann oder Günther Förg, welche den Lifestyle-Charakter des Journals prägten.
Der Journal-Charakter des Wolkenkratzer war für eine Kunstfachzeitschrift ein Novum. Das Layout zeichnete sich durch eine klare, moderne Gestaltung aus.
Die Zeitschrift wurde gegründet, herausgegeben und redaktionell geleitet von Roman Soukup und Lothar Krauss. Von Anfang an gehörten international tätige Autoren zum festen/freien Redaktionsteam. 1987 traten Isabelle Graw und Wolfgang Max Faust als Autoren der Redaktion bei, deren Leitung sie gegen Ende der Publikationszeit übernommen hatten. Als Autoren (teilweise auch mit redaktioneller Verantwortung) schrieben für den Wolkenkratzer u. a. Christoph Blase, Andreas Kallfelz, Peter Bexte, Wilfried Dickhoff, Pier Luigi Tazzi, Jutta Koether, Walter Grasskamp, Peter Weibel, Klaus Walter, Justin Hoffmann, Donald Kuspit, Sabine B. Vogel, Tom Holert, Thomas Daum und Karlheinz Schmid.
Die Zeitschrift wurde von ihrem Verlag 1989 eingestellt. Im Editorial der letzten Ausgabe wies Wolfgang Max Faust noch auf den „sprunghaften Anstieg der Leserzahlen im vergangenen Jahr“ hin. Die Titelrechte wurden von Gruner + Jahr aufgekauft und von art – Das Kunstmagazin genutzt, das vorübergehend die Referenz noch im Untertitel trug (als „Das Kunstmagazin mit Wolkenkratzer Art Journal“) und den Titelschriftzug bis heute im Impressum von art führt.
Mit der Gründung von Artwork International – Art & eBook Magazine im Dezember 2013 durch Roman Soukup und Saul Aaron Appelbaum wird das Wolkenkratzer Art Journal auch durch einen geplanten Reprint durch das Artwork auf indirekte Weise heute fortgesetzt.